# Jirina Stránská
Jirina Stránská (née le 6 novembre 1912 et morte le 8 mars 1999) est une actrice tchécoslovaque de théâtre et de cinéma.

## Biographie
Après avoir étudié l'art dramatique à Prague, Jirina Stránská est comédienne au Divadlo Aloise Jiráska (cs) (théâtre Alois Jirásek) de Vršovice (quartier de Prague) de 1932 à 1933. Elle connait ensuite la période la plus féconde de sa carrière de 1933 à 1941 avec Emil František Burian, son théâtre D 34 et les films qu'il conçut (par exemple Věra Lukášová). La guerre et les Nazis contraignirent le D 34 à fermer, et Jirina Stránská doit migrer vers le théâtre de Vinohrady qui l'abrite jusqu'en 1949, avant qu'il ne soit le refuge de l'armée tchécoslovaque de 1950 à 1966 et que Jirina Stránská arrête le théâtre
N'ayant pas fréquenté les studios pendant l'occupation, Martin Frič et Václav Krška se souvinrent d'elle pour quelques films. 
Elle se consacre ensuite à l'enseignement de l'art dramatique à des élèves tels Jaromír Hanzlík, Taťjana Medvecká, Jan Hartl, etc.
Son premier époux fut Karel Jernek (cs), avec qui elle eut une fille Klára Jerneková (cs)

## Filmographie partielle
- 1932 : Zlaté ptáce d'Oldrich Kmínek
- 1939 : Věra Lukášová d'Emil František Burian
- 1947 : Les Contes de Capek de Martin Frič
- 1948 : Az se vrátis (Jusqu'à notre retour) de Václav Krška